# Erik Gustaf Geijer
Erik Gustaf Geijer, född 12 januari 1783 på Ransäters bruk i Värmland, död 23 april 1847 i Stockholm, var en svensk författare, frimurare, poet, filosof, historiker och tonsättare. Han var en av de största estetikerna och idégivarna under den svenska romantiken. Han betraktas som en av den svenska nationalismens fäder, och efter 1838 blev han också en betydelsefull förespråkare av liberalism.
Geijer var professor i historia vid Uppsala universitet från 1817 och blev 1824 ledamot av Svenska Akademien. Han var vidare rektor för Uppsala universitet under åren 1822, 1830, 1836 och 1843–1844. Som representant för universitetet var han ledamot av prästeståndet vid riksdagarna 1828–1830 och 1840–1841. Han var vidare medlem av Götiska förbundet där han var redaktör för dess tidskrift Iduna. Han var även medlem av Svea Orden.
Om sina intresseområden skriver Geijer själv: "Med fem saker har jag befattat mig – ivrigt, om ej med framgång – filosofi, historia, vältalighet, poesi och musik. – Det är de fem fingrarna på min hand, vilka jag i ärlig slöjd uppövat och av vilka jag ej vill uppgiva någondera."
Geijer medverkade till att föra konservatismen till den svenska politiska idédebatten. Han bidrog vidare till att slaveriet avskaffades i den dåvarande svenska kolonin Saint-Barthélemy, påverkade med sin teologi Nathan Söderblom och Einar Billing samt var en föregångare med sin "jag-du-filosofi". Nordisk familjebok skriver att det var Geijer som möjliggjorde att liberalismen inträdde i Sverige utan de revolutionära brytningar som skedde i Frankrike, och att han skapade en någorlunda svensk form av liberalism. Henrik Schück hävdade att Geijer gjorde historieämnet i Sverige till en vetenskap.

## Biografi

### Uppväxt

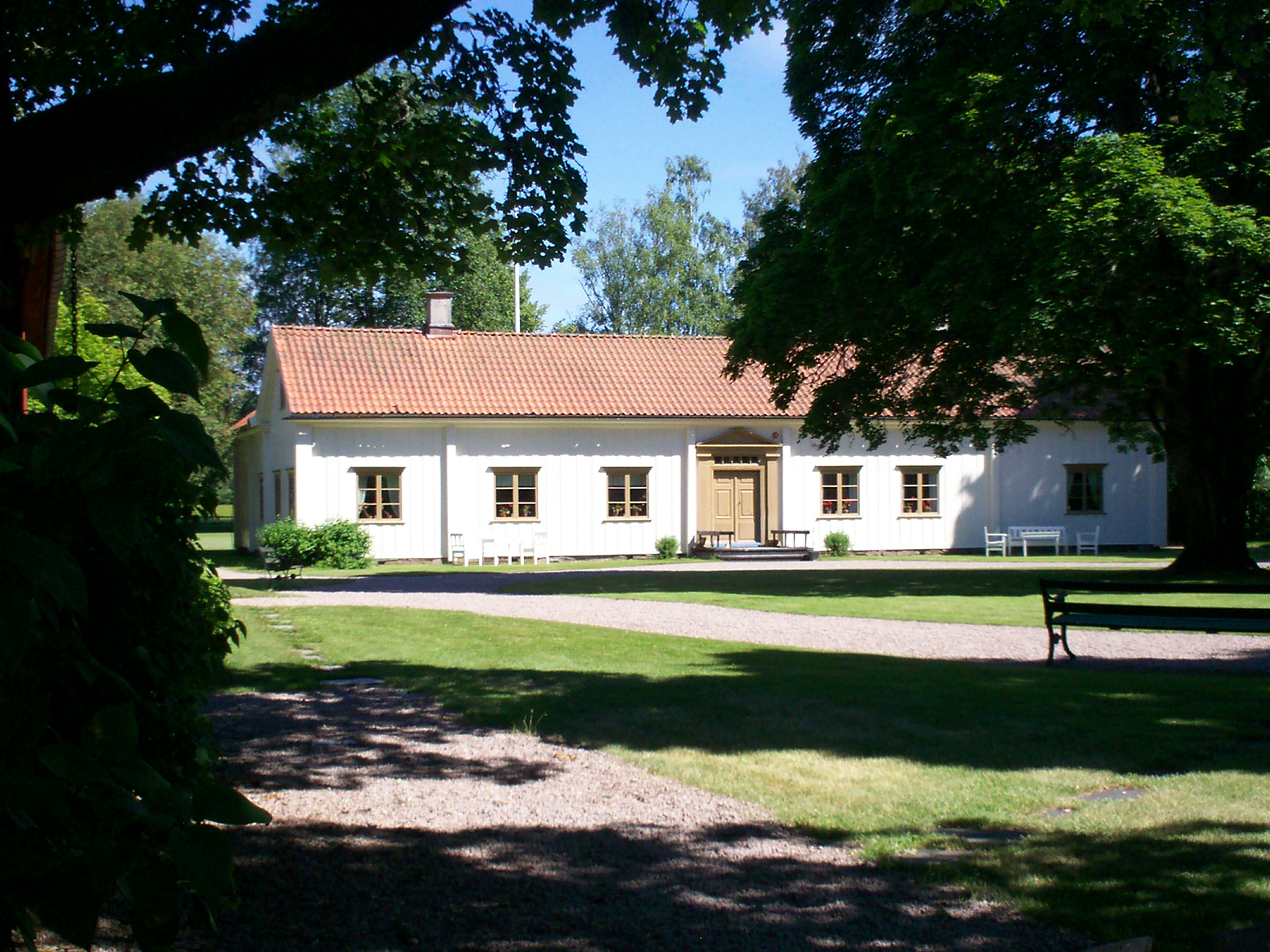
Geijersgården i Ransäter i Värmland, där Erik Gustaf Geijer föddes.

Erik Gustaf Geijer föddes på den så kallade Geijersgården, Ransäters bruk i Värmland, som son till bruksägaren Bengt Gustaf Geijer av släkten Geijer (sonson till storföretagaren med samma namn) och Ulrika Magdalena Geisler. Både fadern och modern tillhörde gamla bergsmannasläkter av tyskt/österrikiskt ursprung. Ransäter hade gått i arv i släkten Geijer sedan Erik Gustafs farfar, Jan Gustaf Geijer, köpt gården 1759 av sin svärfar. Erik Gustaf var familjens äldste son, och han beskriver själv sin uppväxt som mycket lycklig.
Sin första undervisning fick han i hemmet, och vid Karlstads gymnasium; en frisinnad och kulturell miljö, med en djupt religiös fader. Han gjorde sig snart känd för att vara en ovanlig begåvning. Genom strövtåg i skog och mark, genom skridskoturer och simbragder utvecklades Erik Gustaf till en stark och härdad yngling. Han förblev idrottsman till livets slut. Därför blev det honom en "inrotad vana att må väl".
Han blev inskriven vid Uppsala universitet den 8 oktober 1799, undervisades av lärare som Jacob Fredrik Neikter, Benjamin Höijer och Daniel Boëthius, men i hans memoarer framgår att han tvekade över vad han ville syssla med i livet. 1802 hade han ännu ingen examen, till familjens besvikelse och till följd av både splittrade intressen och tidskrävande umgängesliv. På sommaren 1803 inträffade något som rejält sänkte 20-åringens aktier bland hans anhöriga. En vän till familjen Geijer hade rekommenderat honom som informator i ett förnämt hus. Men nu fick faderns vän ett brev från den högt uppsatte mannen där det framgick att efterforskningar vid universitetet hade givit vid handen att Erik Gustaf Geijer ansågs vara "en yngling utan stadga". Troligen syftade detta hårda omdöme på att han var en av Höijers mest intresserade lärjungar och därför misstänktes för "revolutionära idéer". "Det var" – skriver Geijer i sina memoarer – "min första erfarenhet av vad namn och rykte ville säga. Jag tyckte mig utpekad för hela världen. Mitt hela väsende kom i uppror för att avskudda den oförtänkta namnkunnigheten genom förvärvandet av en bättre. Så grep jag till pennan [...]"
Han utkom samma år med sitt första verk, Äreminne öfver riksföreståndaren Sten Sture den äldre, för vilken han belönades med Svenska Akademiens stora pris. Fadern hade hemkallat honom från universitetet, men nu fick han fortsätta sina studier. Han avlade sin första examen (filosofie kandidat) först i februari 1806, disputerade pro gradu i historia den 10 juni samma år för Eric Michael Fant med De ingenio medii ævi, och blev magister den 12 juni. Därefter författade han De stilo historico apud romanos, men lyckades inte att med detta verk bli befordrad till docent som han hade avsett.

### Vistelsen i England
I december 1808 tog Geijer tjänst som informator i Stockholm och begav sig året därefter, sedan han förlovat sig med sin syssling Anna Lisa Lilljebjörn, med sin elev på resa till England där han vistades i ett år. I sina brev från denna tid visar sig den unge Geijer som en skarpsinnig iakttagare av engelsk folkpsykologi och engelskt folkliv. Han beundrade engelsmännens solida verklighetssinne, deras sunda förnuft, som är fiende till allt vad system heter, men som ger dem en enastående förmåga att vid avgörande tillfällen i livet handla klokt och riktigt. Deras land fann han "odlat och härligt över all beskrivning". "Jag har aldrig sett någon vackrare tavla av flit", skrev han i ett brev hem. London ansåg han dock vara motbjudande, "ett omätligt Babylon av tegel", och han beskrev Londonborna som "ett folk utan skönhetssinne – utan smak".

### Götiska förbundet
Efter återkomsten från England blev Geijer 1810 docent i historia i Uppsala, varmed han fick behörighet att föreläsa vid universitetet. Ännu en gång vann han Svenska Akademiens pris, nu med skriften Hvilka fördelar kunna vid menniskors moraliska uppfostran, dragas af deras inbillnings-gåfva m.m.?, där han tydligt anknyter till den tyska romantikens idealistiska filosofi, och utbildar sin jag-du-filosofi. Samma år deltog han tillsammans med Jakob Adlerbeth i bildandet av Götiska förbundet. Han grundade samtidigt dess tidskrift Iduna, vars första nummer han skrev helt på egen hand med bland annat dikterna "Vikingen", "Odalbonden", "Den siste kämpen", och "Manhem". Om det första numret av tidskriften har sagts att inget annat tidningsnummer haft ett mer varaktigt inflytande i Sveriges historia. Tidskriften blev romantikens första riktiga organ i Sverige, och föreningen samlade dåtidens stora konstnärer i alla fack och en stor del av den intellektuella eliten. Syftet med själva föreningen var att bryta upplysningens makt över kulturen och återknyta de kulturella banden med Olof Rudbeck den äldre och den hyperboreiska och göticistiska traditionen, varav namnet. Han ingick i förbundet till 1817, då ett gräl med Pehr Henrik Ling ledde till att Geijer lämnade det.

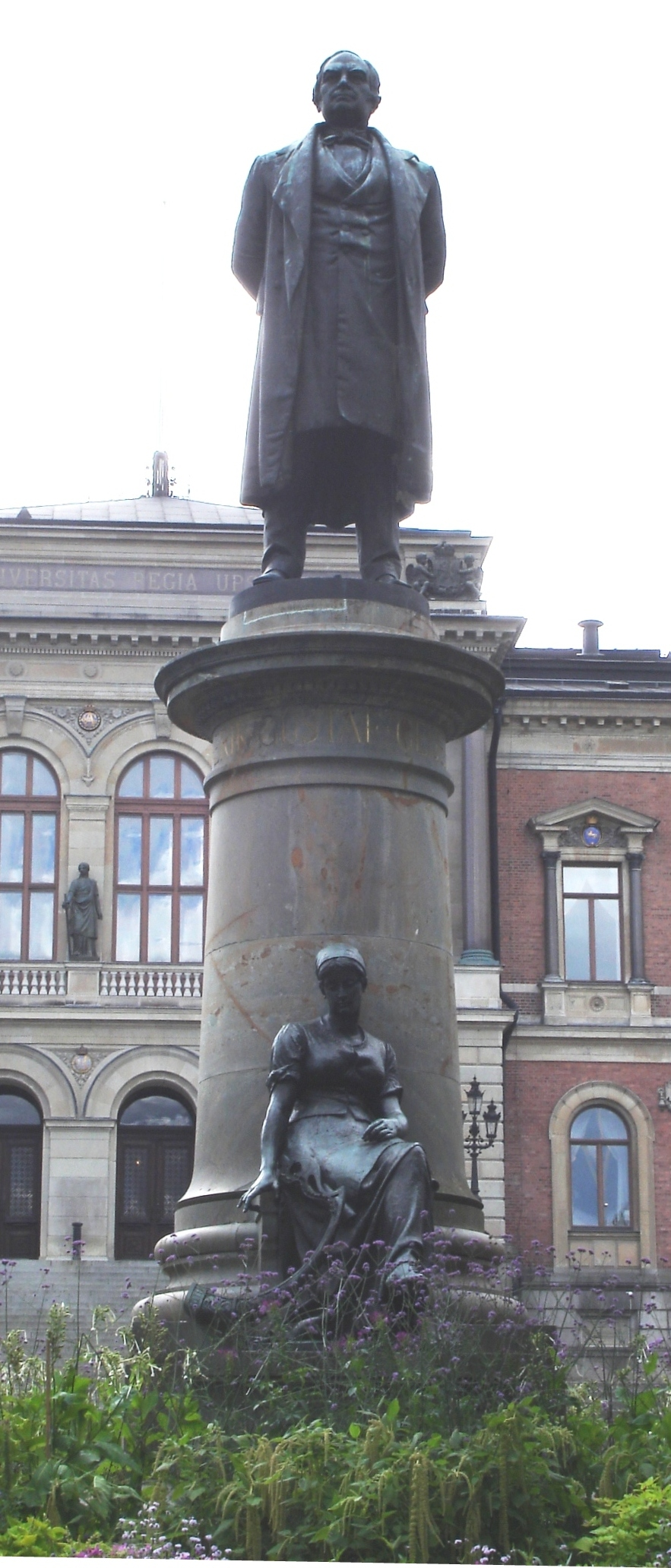
Staty av Geijer utförd av John Börjesson i Universitetsparken i centrala Uppsala.

Att göra sig en karriär vid universitetet verkade svårare än han hade trott – docenturen räckte inte långt, varför han under åren 1811–1812 allvarligt undersökte möjligheten att bli kyrkoherde. Samtidigt utkom han med Försök till psalmer, och skrev två akademiska verk om dels upplysning och religion, dels om förhållandet mellan historia, religion, saga och mytologi. Vid denna tid har hans uppbrott med upplysningen blivit fullbordad och han ansluter sig till romantikens historieuppfattning och konservativa samhällsbild. 1813 blev han också nära vän med sin gamle studiekamrat Per Daniel Amadeus Atterbom och dessa båda kom att prägla den svenska romantiken och göra den allmänt spridd, kanske mera än någon annan romantiker.
Han försörjde sig denna tid återigen som informator, till 1814, då han blev extra ordinarie adjunkt och vikarierande professor i Uppsala. Två år senare fick han fast anställning i dessa befattningar och han skulle förbli universitetet trogen resten av livet. Det har sagts att livet i Uppsala drev fram en politisk konservatism hos Geijer, en åskådning som han efter bekantskap med Hans Järta och en vistelse i Tyskland, helhjärtat anslöt sig till från omkring slutet av 1820-talet och framåt. Därmed blev han tillsammans med Järta (på dennes äldre dagar) och Nils Fredrik Biberg konservatismens första sagesmän i Sverige.

### Giftermål

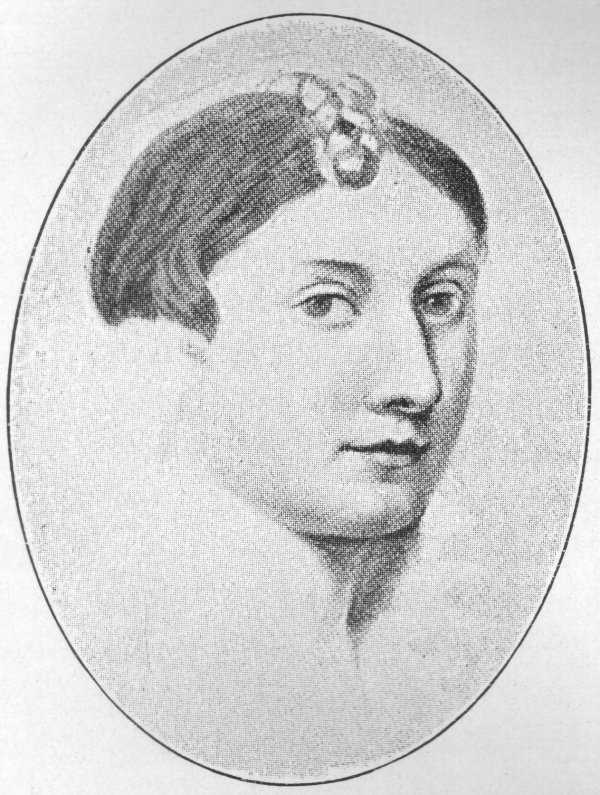
Amalia von Helvig, teckning av okänd konstnär.

Efter en lång förlovning, gifte sig Geijer med sin släkting Anna Lisa Liljebjörn 1816. Hon var född 1790 i Gillberga, Värmland, och var dotter till fänriken Knut Lilljebjörn och Johanna Troili. Två år dessförinnan inträffade ett möte som blev upptakten till en förbindelse som har upptagit stor del av Geijerforskningen: när han stiftade bekantskap med Amalia von Helvig. En del fakta om deras relation finns att läsa i Anna Lisas minnen – hon fick veta om deras förbindelse fyra dagar före giftermålet av en slump. Landquist (1924) menar att Amalia von Helvig älskade Geijer; Geijer kände tillgivenhet och ömhet för henne men kärleken var inte besvarad. Enligt släkttraditionen skall förbindelsen med von Helvig ha varit rent platonisk, liksom för övrigt hans senare romanser, som han själv beskrev som "ett dussin passioner": bland dessa brukar i främsta rummet nämnas Amalia von Helvig, Jenny Lind, Fredrika Bremer, Mathilda d'Orozco, och Malla Silfverstolpe. Med sin hustru fick han barnen: Knut, Alfred, Agnes (1824–1885), som gifte sig med greve Adolf Ludvig Hamilton, och Bengt Gustaf (född 1827).

### Tryckfrihetsprocess
Till följd av den religionsfilosofiska och kunskapsteoretiska skriften Thorild blev han 1820 indragen i en tryckfrihetsprocess, som om han hade blivit dömd hade kunnat leda till landsförvisning. Orsaken var att vissa åsikter som han uttalat om dogmerna i en fotnot, ansågs innebära förnekelse av den rena evangeliska läran. Han frikändes 1821 från åtalet.
1825 reste han till Tyskland, via Danmark. Under resan lärde han känna Rasmus Rask, Adam Oehlenschläger, Bernhard Severin Ingemann, Jean Paul, Ludwig Tieck, Carl Maria von Weber, Friedrich Schelling, Friedrich Hegel och Friedrich Schleiermacher. Alla dessa personer var ytterst centrala i samtidens diktning, musik, och vetenskap, och har där lämnat varaktiga spår.

### Svenska Akademien
Den 24 januari 1826 inträdde han i Svenska Akademien, på Malte Ramels stol nummer 14, och höll sina inträdestal, dels en nekrolog över föregångaren, dels Några betraktelser öfver den store Gustaf Adolphs tidehvarf. 1835 invaldes han som ledamot nummer 444 av Kungliga Vetenskapsakademien.

### Riksdagsledamot
Geijer ingick i 1825–1828 års undervisningskommitté som tog ställning till realskolans och latinskolans inrättande, engelskans och gymnastikens införande, och tog initiativet till Nya Elementarskolan som en försökskola för staten. 1828–1830 var han ledamot av prästeståndet i Sveriges riksdag. Detta var således under hans konservativa period, och hans politiska engagemang innefattade att han opponerade sig mot att döttrar skulle få lika arvsrätt och mot kvinnans myndighetsförklaring. 1813 hade han i sin skrift Om det offentliga läroverket hävdat att borgarståndet inte behövde annan undervisning än i religion, men som riksdagsman erkände han behovet av folkskola och yrkesskola. 1840–1841 var han åter riksdagsman, men detta var efter hans liberala omvändning. Han ingick då i konstitutionsutskottet. Karl XIV Johan erbjöd honom posten som statsråd, men han tackade nej.

### Religion

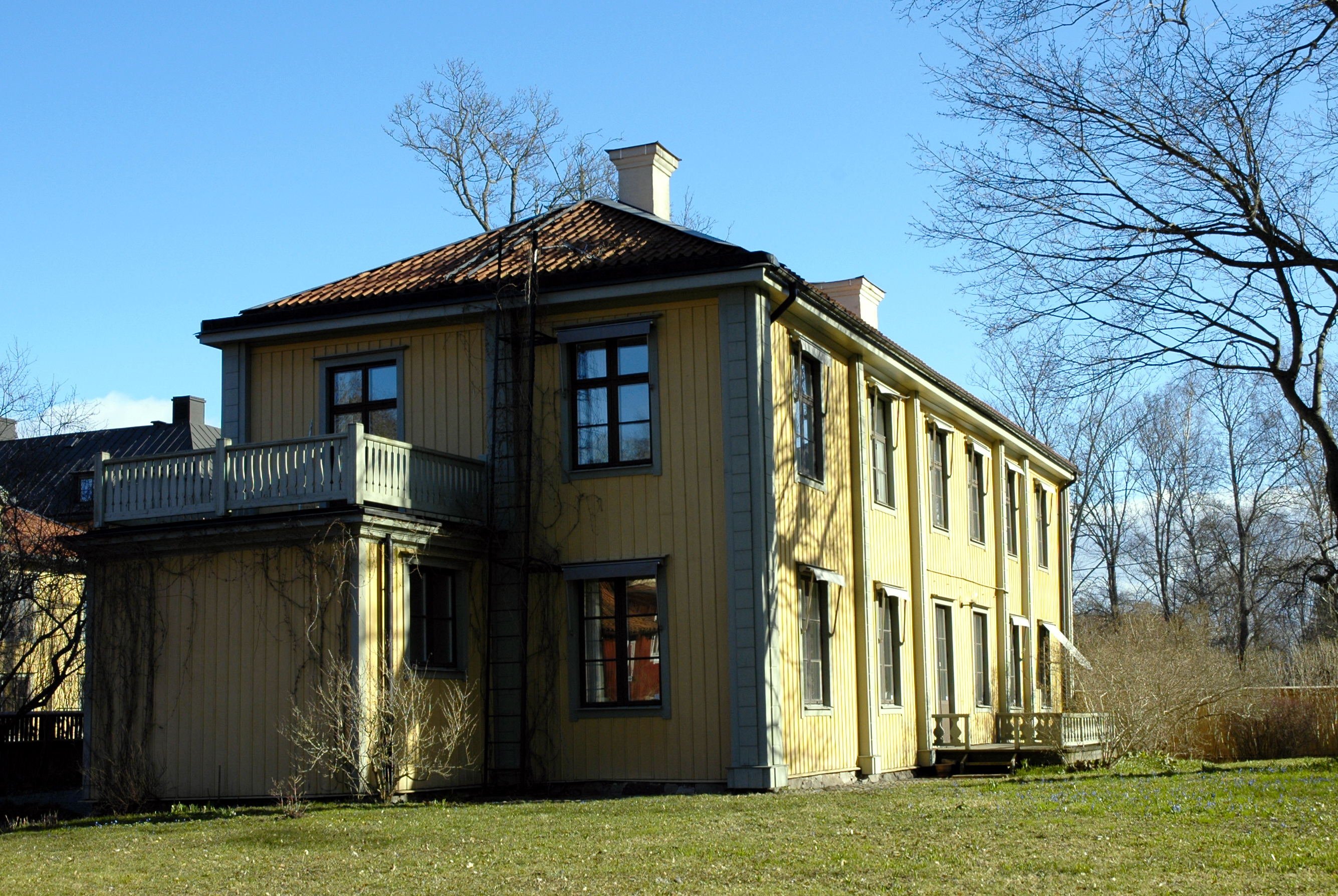
Geijersgården i Uppsala, där Erik Gustaf Geijers bodde åren 1837–1846.

Trots sin religiösa läggning avböjde han 1834 en utnämning till biskop i Karlstad, vilket enligt många bedömare torde bero på intriger och inte på uppfattningen att kallelsen skulle saknas, om än skälet uppgavs vara att han ville fortsätta som historiker. Han köpte 1837 bostad på Övre Slottsgatan i Uppsala, nära Carolina Rediviva, där han bodde med sin familj till 1846. Gården, som numera liksom barndomshemmet kallas Geijersgården, är sedan 1998 ett byggnadsminne, och hyser Dag Hammarskiölds minnesfond.

### Politisk förändring
År 1838 inträffade det så kallade "Geijerska avfallet", då han anslöt sig till liberalismen, en ideologi han försvarade i till exempel Litteraturbladet som han grundade. Det var denna "liberalism" som föranledde hans starka engagemang mot slaveriet på den svenska kolonien Saint-Barthélemy; i Den blå boken (1837) drev han frågan, under riksdagarna 1840–1841 motionerade han (och hans bror) att det skulle avskaffas, och han skrev om saken i tidningsartiklar. Att slaveriet sedan avskaffades 1845, hade Geijer en del av äran till.
Geijers "avfall" var 1830-talets största kulturhändelse. På det personliga planet innebar det att bryta med de närmaste vännerna, däribland Per Daniel Amadeus Atterbom och Adolf Fredrik Lindblad, och samtida skildringar berättar att hans personlighet förändrades efter detta, att han blev mer innesluten, mer benägen till enskildhet, och mera dämpad i sällskap. Flera av vännerna blev djupt bedrövade av avfallet. Medicine professorn Israel Hwasser hade till följd av det inträffade svårt att tillfriskna från en sjukdom. Atterbom och Geijer hamnade i ett meningsutbyte, och Geijer tog i så hårdhänt att Atterbom, såsom han själv berättar, "förlorade sömn, matlust, var feberaktig och nära att bli sjuk". De båda vännerna försonades dock igen. Den som skarpast förebrådde Geijer var dock Hans Järta, som kan sägas ha varit den unge Geijers politiske lärofader. Efter lärjungens avfall kände sig Järta sig som en trött gubbe som endast längtade efter slutet. "Om jag fått dö för tvenne år sedan, hade det varit lyckligast för mig själv", skrev han till Geijer.
I kronologier över Geijers liv och utveckling framställs traditionellt "avfallet" som en brytpunkt, men samtidigt brukar medges att skiftet i åskådning var mera utdraget eller, vilket Geijer själv ibland påstod, att det egentligen aldrig inträffat en omkastning utan att utvecklingen varit konstant och att i många hänseenden hade han aldrig bytt uppfattning. Alf Henrikson menar till och med att Geijer erkänt att "avfallet" var en manöver för att förhindra en revolution i landet genom att fungera modererande på den liberala oppositionen i fråga om Karl XIV Johan.

### Sista år och död
Geijers sista år präglades av ett bråk med Anders Fryxell om hur det svenska ridderskapet och adeln skildras i hans historieskrivning. I motsats till Geijer, som skrev att "svenska folkets historia är deras konungars", hyste Fryxell åsikten att kungarna haft för mycket att säga och folket självt för litet. Bland "folket" inräknade han dock adeln, som han ansåg vara "blomman av ett sant folkvälde". Därför var det enligt Fryxells mening en i grund och botten fördärvlig åtgärd när Karl IX och Karl XI minskade aristokratins inflytande. Det var av denna anledning som Fryxell på 1840-talet råkade i fejd med Geijer och angrep honom i skriften "Om aristokratfördömandet i svenska historien". Striden fördes med stor bitterhet å ömse sidor, och på den känslige Geijers hälsa och arbetskraft inverkade den direkt nedbrytande. Fryxell kallade bland annat Geijers "aristokratfördömande" för "ett opassande folksmicker" och talade om hans "slängar åt högre och slängkyssar åt lägre samhällsklasser" såsom en följd av Geijers övergång till det liberala lägret.
Det sista åren präglades också av slitningar med studenterna, eftersom Geijer i egenskap av universitetsrektor tvingades på kunglig befallning ta obekväma beslut. På våren 1846 tog han avsked från sin professur: "Nu är det slut med mig", sade han. "Jag har ingenting att säga mer." Till en vän, som förmanade honom att hålla diet, svarade han: "Bah, jag frågar icke ett sågspån efter detta livet. Jag har ingenting mer att göra här. Jag behöver gå uti en högre skola."
I februari 1846 slutade han föreläsa på grund av hjärtproblem. Efter en hälsoresa till Tyskland samma år, som Fredrika Bremer bekostade, flyttade han till en lägenhet i Operahuset i Stockholm, för att för sin forsknings skull vara närmare Riksarkivet. I början tycks ombytet ha gjort honom gott, men efter en tid började hjärtat krångla igen. Han kände en underlig beklämning över bröstet och smärtor i hjärttrakten. Krafterna avtog. För en så verksam person var det en svår prövning att vara dömd till overksamhet. Han vankade oroligt av och an, och hans humör blev allt retligare.
Geijer avled i Stockholm den 23 april 1847. Under sin sista tid var han sysselsatt med frågor som rörde Kristus, detta ända till slutet. Han avled i hemmet, då han försökte resa sig från en soffa, och tog ett riktigt kraftig tag om soffkarmen. Sven Stolpe berättar att Geijer under dödskampen endast sade två ord, men dessa upprepade han många gånger: "Jesus Kristus". Han begravdes på Gamla kyrkogården i Uppsala. Hustrun Anna Lisa överlevde honom (hon avled 17 januari 1861 på Blomberg i Husaby), och hennes minnen om maken utkom samlade av Gordon Stiernstedt 1947 jämte dottern Agnes’, Två släktled berätta. Erinringar omkring Erik Gustaf Geijer. Dottern Agnes fick flera barn, däribland Hugo Hamilton och dennes syster Eva, vilken i äktenskap med Ernst von Krusenstjerna blev mor till Agnes von Krusenstjerna. Hugo Hamilton blev morfar till Olof Lagercrantz. Ingen av Erik Gustaf Geijers söner skaffade någon egen familj.
Geijersgården i Ransäter såldes efter Erik Gustafs fars död till Barthold Dahlgren, och köptes senare av Geijerska släktföreningen, som 1912 gjorde den till museum. Geijers plats vid Uppsala universitet har en staty, signerad John Börjeson, som restes 1888 i Universitetsparken mitt framför entrén till universitetshuset. Till hans minne instiftades Geijerska stiftelsen 1854, som delar ut Geijers historiska pris till den bästa avhandlingen i historia vid Uppsala universitet.

## Verk

### Lyrik, psalmer och musik

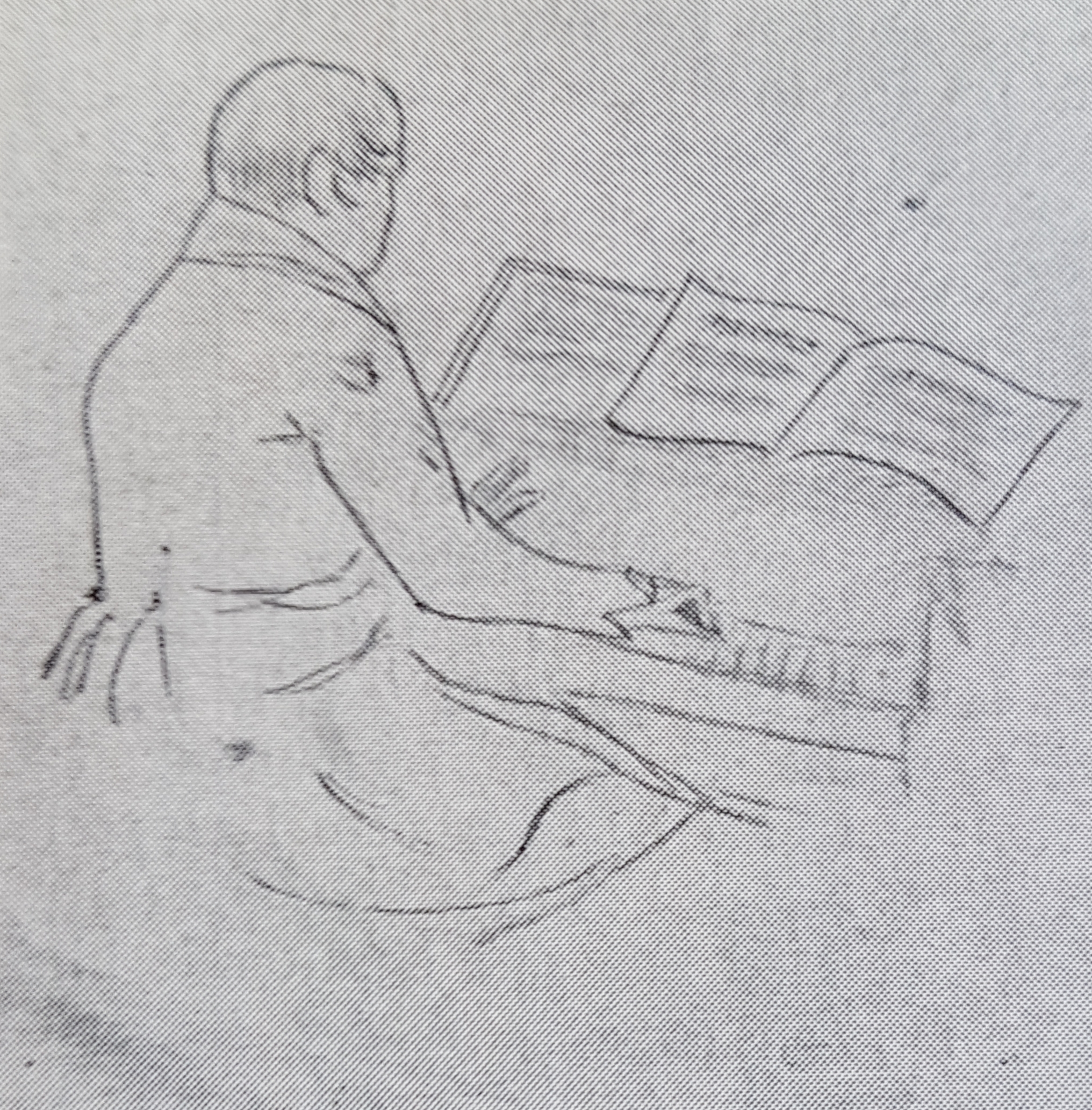
Erik Gustaf Geijer vid pianot, teckning av okänd konstnär.

Fastän uppburen av sin samtid har Geijers lyrik senare blivit starkt kritiserad för att sakna bestående konstnärligt värde; detta gäller åtminstone de tidiga götiska dikterna. Det har också ifrågasatts att de tidiga dikternas syften skulle ha varit skönlitterära. I stället har till exempel Torgny T:son Segerstedt föreslagit att de hade politiska och pedagogiska avsikter, att stärka patriotismen och kämpaglöden vid "Ryssfaran" och hotet om att Napoleonkrigen skulle nå Sverige. Några dikter tas traditionellt med i antologier över dikter från Sveriges historia, men detta efter litteraturhistoriska snarare än estetiska överväganden. Till dessa dikter hör Odalbonden och Vikingen, som båda härrör från den götiska tiden. En annan götisk dikt, Manhem, har likaså blivit återutgiven, men detta för att den innehåller den götiska programförklaringen. Vikingen fick betydelse som skapare av den bild av diktämnet som Esaias Tegnér förmedlade, vilken i sin tur snarast utvecklade sig till en schablon om vikingen. På samma sätt kom hans bild av bonden som självständigt sittande på en ensligt belägen gård, istället för i verklighetens by, att påverka eftervärldens bild av den svenske bonden. I och med laga skiftet kom bilden också att bli verklighet. Dikten Marsch är en ärodikt över Gustav II Adolf. Hans intresse för folkvisor ledde till dikten Den lilla kolargossen från 1815.
I senare dikter lämnar han det episka och hedniska, och övergår till den centrallyrik med dess kortare format som han alltid skrivit, och som han brukade tonsätta. Dit hör dikter som Tonerna, Stilla skuggor, Höstsädet, På nyårsdagen 1838 samt Första aftonen i nya hemmet. Dikten På nyårsdagen 1838 från 1837 föregriper "avfallet", och ödslighetstemat i den framkommer i en del senare dikter, som Natthimmelen och Mignon. Dikterna från och med Tonerna (1829) förs ibland till realismen, ibland till romantiken; på senare tid har det blivit allt mera vedertaget att se hans totala lyriska produktion som romantisk. Svenska Akademien har utgivit hans samlade dikter, vilka finns publicerade på deras webbplats.
Han medverkade i Johan Olof Wallins utgivna 1819 års psalmbok, med psalmer om bland annat Jesu död och uppståndelse, Jesu födelse, och Guds nåd.
Vad beträffar hans musikaliska kompositioner, skrev han en första period götiska stycken, under 1820-talet kammarmusik, och därefter romansartade, intima solostycken. Produktionen innefattar visor i folkviseton, flerstämmiga stycken (även körverk) och verk för piano (sonater). Den musikaliska utvecklingen sammanfaller med den lyriska. Tidigare var man benägen att framhålla det improvisatoriska och fantasigenererade i hans kompositioner, för senare allt oftare, till följd av Ingmar Bengtssons analyser, anse att de är mer genomarbetade och rationella än vad som ansågs förr. Han verkar omväxlande ha tonsatt texter och skrivit texter till musik. Bland hans mest kända musikaliska verk hör tonsättningarna till hans dikter Stilla skuggor och Natthimmelen samt till Svanvits sång från Atterboms Lycksalighetens ö, och vidare en pianosonat för två pianon samt en pianokvartett i e-moll. 1814–1820 och 1834–1845 utgav han, ibland med Adolf Fredrik Lindblad, sånger i Poetisk kalender.

### Akademiska verk

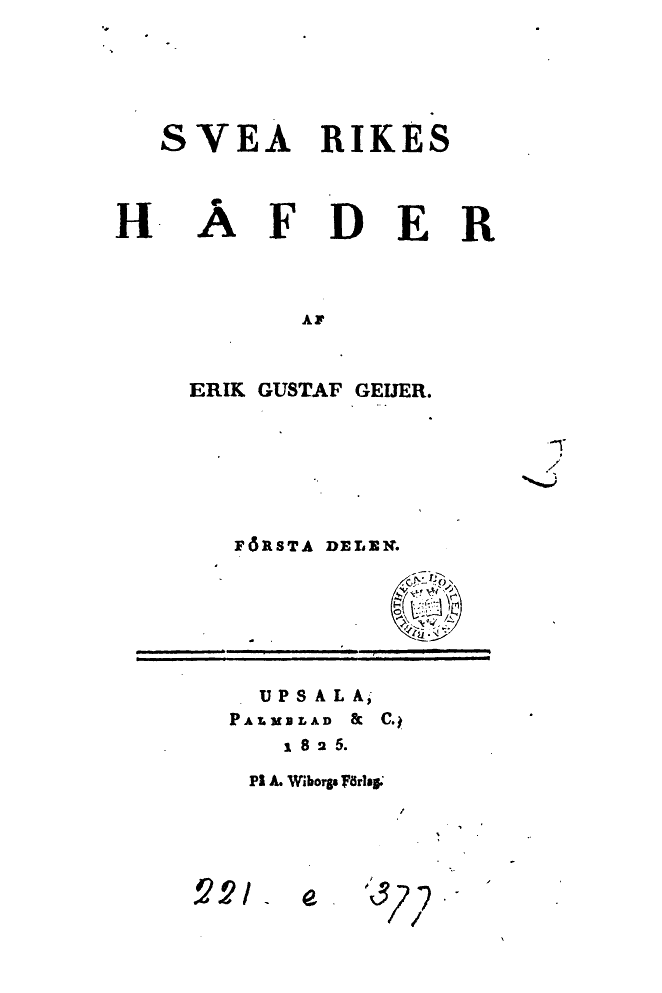
Titelsidan till första utgåvan av Svea Rikes häfder, publicerad 1825.

Som historiker var Geijer först känd som så kallad hävdatecknare, med biografier över Sveriges ledare. Till denna genre hör hans prisbelönta skrift om Sten Sture den äldre (1807), Svea Rikes häfder (1825), Teckning af Sveriges tillstånd och af de förnämsta handlande personerna under tiden från konung Karl XII:s död till konung Gustav III:s anträda af regeringen (1838). Sverige vid slutet av hedniska tiden (artikel, 1831), Svenska folkets historia i tre band (1832–1836), Menniskans historia (föreläsningsserie, postumt utgivet), Om vår tids samhällsförhållanden (föreläsningsserie, postumt utgivet) är några av hans mest kända rena historiska arbeten. Svenska folkets historia översattes till tyska och fick en läsekrets i Tyskland. Föreläsningsserierna utgav hans student Sigurd Ribbing på basis av sina anteckningar.
Han blev som historiker aldrig lika populär som sin ovän Anders Fryxell, och hans betydelse i detta fack brukar förklaras som indirekt snarare än att hans forskning nått fram till den bredare publiken. Historiefilosofi – och kanske även idéhistoria – var ett ämne han blev en auktoritet inom. Detta ämne är innehållet i verk som De ingenio medii ævi (Om medeltidens samhällsanda, 1806), Om falsk och sann upplysning (1811), Om historien och dess förhållande till religion, saga och mytologi (1811), Feodalism och republikanism. Ett bidrag till samhällsförfattningens historia (1818), Om historiens nytta (1819). På grund av källäget för den tidiga svenska historien och på grund av personligt intresse, blev hans historieintresse befruktat med religionsvetenskap, som i verken från 1811, Om det rätta förhållandet mellan religion och moralitet (1812), och ett senare verk kan sägas vara renodlat religionsvetenskapligt eller teologiskt, Också ett ord öfver tidens religiösa fråga (1847). Till de filosofiska skrifterna hör Thorild. Tillika en philosofisk eller ophilosophisk bekännelse (1820). Hans kunskapsteori i det senare verket har liknats vid den skolastiska begreppsrealismen. Den normativa estetiska skriften Betraktelser i avseende på de nordiska myternas användande i skön konst (1818) utkom efter att han trätt ut ur Götiska förbundet, anslöt till 1700-talets nyhumansistiska estetik, men visade på en fortgående emfas vid den nordiska mytologins betydelse. Några verk, De stilo historico apud romanos och ett om Marcus Tullius Cicero (1836) behandlar den romerska retoriken.
Såsom akademiker, professor och stundtals rektor för universitetet, samt medlem av undervisningskommittén, finns en del pedagogiska skrifter av Geijers hand: I Några anmärkningar om uppfostran och undervisning, med afseende på de yrkade förändringarna i allmänna läroverket (1829) framför han flera åsikter som han senare tog avstånd från. Afhandlingar om undervisningsväsendet (postumt, 1851) är ytterligare ett verk i denna genre.
Han lät utge Gustav III:s efterlämnade papper 1843, en antologi över svenska klassiker och folkvisor – Svenska folk-visor från forntiden – tillsammans med Arvid August Afzelius (1814–1816), samt Thorilds samlade skrifter (1819–1835). 1813 utkom han med den första svenska översättningen av William Shakespeares Macbeth.
Detta är endast ett utdrag av verk Geijer skrivit, medverkat i, eller utgivit.

### Personliga skrifter
Geijers position ledde till att han höll flera åminnestal, bland annat vid Karl XIV Johans trontillträde och begravning, över Malte Ramel (inträdestal), och Georg Stiernhjelm i Svenska Akademien, med flera tal. Han utgav sina memoarer, Minnen. Utdrag ur bref och dagböcker, 1834. Henrik Schück utgav ett urval av Geijers brevväxling 1903. John Landquist utgav Geijers samlade verk 1923–1931, där även Geijers brevväxling ingår.

## Influenser
Geijers lärare vid universitetet, Jacob Fredrik Neikter, Benjamin Höijer och Daniel Boëthius, kom av naturliga skäl att spela en avgörande roll för hans intellektuella utveckling. Av dessa synes Höijer ha varit den viktigaste, och Geijer försvarade hans teorier i en del verk. När Geijer blev student var ännu upplysningen den gällande strömningen vid Uppsala universitet, dock med förromantikens stora impulsgivare som självklar läsning. Till dem som tilldrog sig hans huvudsakliga intresse hörde under denna tid Adam Ferguson, Jean-Jacques Rousseau och William Robertson, och andra lärjungar till Montesquieu. Under hans vistelse i England blev nämnda skotska filosofer allt mer betydelsefulla för honom. Immanuel Kant var samtidigt den gällande filosofen, varför Geijer sysselsatte sig mycket åt dennes idévärld. För den djupt religiösa Geijer var kristendomen en ständigt återkommande källa, där särskilt Johannesevangeliet och medeltida källor till Kristusmystik bör framhållas – Augustinus, Thomas a Kempis, Angelus Silesius och Heinrich Suso.
Romantikens filosofi mötte honom först därefter, då han efter tiden i England läste Friedrich Schelling, hos vilken särskilt frihetsbegreppet tilltalade Geijer (särskilt i hans Om historiens nytta). Friedrich von Schlegel, Johann Gottlieb Fichte och Novalis (liksom Johann Wolfgang von Goethe) blev viktiga influenser, dels på egen hand, dels genom förmedling i Adam Müllers verk, och den historiska skolans fäder Friedrich Carl von Savigny och Edmund Burkes tankar engagerade honom också under denna tid. Friedrich Hegel var den litterära bekantskap som ledde honom till konservatismen under 1820-talet, och efter "Nytt 'Ett och annat'" (1822) hade han sin konservativa grundval befäst, varefter han skrev de flesta av sina viktigare historiska arbeten. För att väcka Geijers forntidsintresse svarade, förutom profiler vid Uppsala universitet som Olof Rudbeck den äldre, Johann Joachim Winckelmann och Johann Gottfried Herder, samt Johann Wolfgang von Goethe (troligen dennes Aus meinem leben). Relationen till Leopold von Ranke är mer omtvistad, dels för att Geijer kommenterar denne först efter sin liberala vändning, dels för att von Rankes motståndare i Tyskland var Geijers vänner. Om en sådan påverkan skulle förefinnas, vore det i så fall i första hand von Rankes nationalitetsbegrepp som kunde ha gripit Geijer, mer än dennes syn på historieämnet. En historiker och Eddaforskare som dock Geijer tvivelsutan tagit intryck av, var Christian Friedrich Rühs.
Från 1830-talet blev Geijer påverkad av den populära orientalismen, och hänvisade, även i pedagogiska frågor, med förkärlek till persiska, kinesiska och indiska lärde och dessas litteratur. I konstnärligt och religiöst hänseende förblev Geijer romantiker sin liberala omvändning till trots, varmed de romantiska influenserna är genomgående under livet i dessa områden. Enligt honom själv ansluter han sig mera åt upplysningen efter "avfallet", och är påverkad av Alexis de Tocqueville. I likhet med många samtida, vilka varit romantikens första företrädare, tog han avstånd från hur romantiken kommit att gestalta sig, och tog följaktligen avstånd från dess företrädare, som Schelling. Efter "avfallet" brukar Geijer föras till realismens epok. Hans senare filosofi brukar betraktas som tämligen självständig från inflytande från andra tänkare.
På grund av liheten i förutsättningar och närheten mellan länderna, blev slutligen Adam Oehlenschläger och Nikolaj Frederik Severin Grundtvig betydelsefulla för Geijer. Av dessa båda, som kanske gjorde sig större namn på kontinenten än Geijer, torde i första hand Grundtvig varit betydelsefull för Geijers utveckling, om än det saknas bekräftelse härpå av Geijer själv.

## Geijers historie- och samhällssyn
| ”                        | Mina herrar, vi ha kastat en blick i det inre av historien. Ty människans historia är ock mänsklighetens. | „ |
| – Ur Om historiens nytta | |   |

### Medeltid och feodalism
Redan med sin avhandling, De ingenio medii ævi, var de romantiska dragen i Geijers tankevärld uttalade, genom fokusen på medeltiden. Medeltidsintresset fortsatte med verk som Feodalism och republikanism i vilken han sökte finna kärnan (de eviga idéerna) till alla mänskliga samhällen. Till skillnad från många romantiker var Geijer inte den som idealiserade medeltiden, och hans anknytning till romantiken ligger främst i att han beaktade kontinuitetens betydelse, och upphöjde den till en allmängiltig lag, varigenom han tog avstånd från revolutionära uppfattningar.
Sin uppfattning om feodalismen, härledde Geijer från Tacitus uppgifter om germanernas samhällen. Kungen fick, menade Geijer, före feodalismen sin dömande makt från sin roll som religiös ledare och var i denna egenskap inte bemyndigad att straffa, endast förlika. Vid kungen var folket fria, och detta fria, konsensuella förbund ledde, menade Geijer, till feodalismen. De fria män som ställde upp med krigstjänst, blev ett krigaradelsstånd, vilka i belöning fick län att förvalta. Enligt Geijers uppfattning var förekomsten av krigaradel vad som utgjorde skillnaden mellan republikanism och feodalism; adeln före feodalismen bestod av släktingar till kungen. Till republikanism i vid mening räknade han hur samhället i Nordeuropa sett ut före feodalismen, trots att samhället letts av en kung; för Skandinaviens vidkommande hade feodalismen dock aldrig blivit riktigt utpräglad, och ingen monarki var därför så demokratisk som den svenska, fastslog Geijer. Kriteriet för hans republikanska princip var nämligen att det fanns ett fritt folk, och inte huruvida landet leddes av en monark eller ej, samt att det fanns ett slags personligt fördrag med kungen. Feodalismens princip kännetecknades i stället av att makten erhölls ovanifrån som gåva eller förläning, och byggde på familjeförbindelsernas fördrag. Den feodala och patriarkala principen förekom över hela jorden, ansåg han, eftersom den var ursprunglig, det vill säga naturlig. Ytterligare en aspekt av statsteorin, var för Geijer huruvida folket eller kungen ägde den gudomliga rätten att förordna den högsta makten. Eftersom Geijer avfärdade Robert Filmers teori, står det klart att denna gudomliga rätt dock inte var skälet att Geijer förordade feodalismen; han avvisade för övrigt även Thomas Hobbes teori om naturtillståndet och John Lockes uppfattning att staten konstruerats med fördrag. Geijer såg i egenskap av romantiker samhället som en naturligt framvuxen organism, där individerna och samhället samverkade och var beroende av varandra.

### Romantikens nationalism, Götiska förbundet
Omvälvningarna åren 1809–1810, då en ny regeringsform och successionsordning antogs varigenom det beslutades att Bernadotterna skulle ärva tronen, sammanföll med att nationalismen nådde Sverige, den nationalism som började utarbetas som ideologi på kontinenten. Geijer möttes av en helt ny tidsanda när han återkom från sin engelska resa. Framför allt Carl Ulrik Broocmans civistiskt nationalistiska "Om uppfostran till patriotism" berörde. Det var denna tid Geijer anslöt sig till Götiska förbundet.
Geijers nationalism var inriktad på kulturen och moralen, och historien var central: "Vart och ett folk lever ej blott i det närvarande, utan även i sina minnen: och det lever genom dem. Varje generation fortplantar sig ej blott fysiskt utan även moraliskt i en annan: den överlämnar den sina seder, sina begrepp. Det är denna fortgående tradition, som i olika tider likväl alltid gör folket till ett /.../ Så snart ett folk blir odlat, blir denna tradition historia."
Denna ideologiska vändning fick till följd att Geijer började intressera sig för den svenska "folkidentiteten". Det var denna ideologiska plattform som hans första diktning utgick från, Odalbonden, Vikingen, men även intresset för folkvisor. Det senare intresset delade han med Arvid August Afzelius, och de utgav gemensamt 1816 en samling svenska folkvisor. Insamlingen åtföljdes av litteraturhistoriska analyser, där Geijer särskilt inriktade sig på det typiskt svenska som balladerna förmedlade: han kommer där in på en typisk svensk avund, en inre dvala, och med naturen statt som motståndare.
Studiet i "det svenska folklynnet" ledde till arbetena Svea Rikets hävder (1825) och Svenska folkets historia, samt till de tvärvetenskapliga studierna Om falsk och sann upplysning (1811) och Om historien och dess förhållande till religion, saga och mytologi (1811). Han kom därmed att särskilt studera den nordiska mytologin i svensk historieskrivning, och bli en auktoritet inom mytforskning. Hjältemyten ansåg han vara utvecklad ur gudamyten och naturmyten, inte som euhemerismen hävdade tvärt om. Geijer bröt emellertid inte med den då rådande synen, att Oden i Ynglingaätten var en faktisk person, utan han trodde att denne "asiat" invandrat med svearna och religionen till Sverige.
Nationalismen sträckte sig inte bara till historiesynen, utan vidare till synen på staten. Som nationens samlande faktor satte Geijer kungen, och inte, som till exempel i Tyskland, en känsla hos folket av att vara ett politiskt kollektiv. Hans nationalism blev därmed inte en politisk ideologi i modern mening, något som ibland sätts i samband med att Sverige inte befann sig under yttre hot på samma sätt som Tyskland. Om hans nationalism skall sägas vara politisk, bör den i så fall sättas inrikes, i ljuset av hans syn på monarkens roll. I detta skilde han sig från de konservativa så kallade ultrarojalisterna eller ultraisterna, de Bonald, de Maistre med flera, som menade att kungadömet vilade på gudomlig rätt.

### Den konservativa perioden

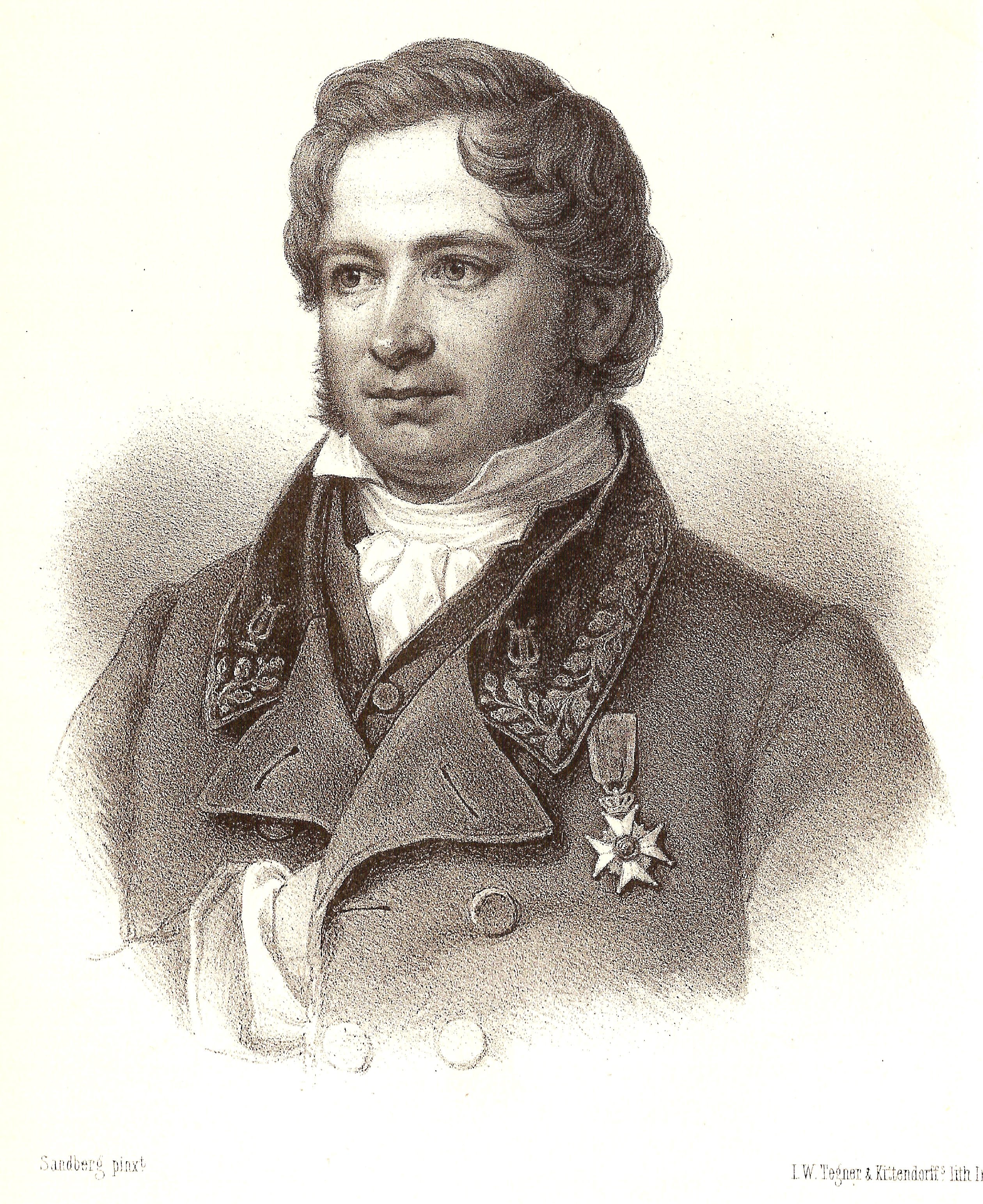
Erik Gustaf Geijer från en litografi publicerad i Samlade skrifter 1875.

Geijer räknades, trots olikheterna med ultrarojalisterna, till de reaktionära konservativa av sin samtid, dock utan att själv till en början ta ställning i den riktningen. Det var först när han utgav recensionen "Nytt 'Ett och annat' i anledning av frågan om den akademiska jurisdiktionen" (1822) som han klart tog parti. Han hade då lämnat Götiska förbundet några år innan.
Bakgrunden var att regeringen hade tillsatt en kommitté för att utreda den jurisdiktionsrätt som Uppsala universitet hade – universitetet hade egen domstol. Kommittén leddes av den liberale Johan Gabriel Richert, och den kom fram till att korporationsbegreppet, som var jurisdiktionsrättens grund, var förlegat. Universitetets konsistorium, där Geijer ingick, försvarade jurisdiktionsrätten, varpå Richert skrev anonymt en skrift, "Ett och annat om corporationer, privilegier, nämnd i domstolar", och det var denna skrift som Geijer svarade på. Han hade tidigare försvarat monarkin, nu tog han ställning för "de historiskt givna korporationerna", stånden.
Den liberale Richert menade att historiens utveckling gick från skråborgare till medborgare, där "nationalstoltheten" som medborgare enligt honom känner var en ädlare själviskhet än skråborgarens, men all kultur skulle ha som syfte att själviskheten skulle uppoffras. Denna uppfattning om nationalism och kultur bestred Geijer, huvudsakligen genom en omvändning i synen på folkmakten och folksuveräniteten. Liksom familjen betraktades korporationerna av Geijer som "nödvändiga momenter" i staten, och som regleringar av statens makt krävdes dessa som skiljelinjer mellan det privata och det allmänna; även husfadern, menade Geijer, måste erkännas som moralisk person och skulle utöva självkontroll över sin enhet – korporationerna och dessas jurisdiktionsrätt var bara förlängningar av detta system. Religionen låg visserligen högre än staten, men alla stater hade börjat som religiösa inrättningar och samtidigt hade vetenskapen och konsten fötts. Därifrån utvecklades den självständiga staten, som "renade" de religiösa begreppen, men som inte gjorde sig av med dem.
Enligt den tolkningstradition som bygger på Bertil Boëthius, är det först här som Geijer klart ansluter sig till konservatismen. Geijer hade därtill redan utvecklat en platonsk uppfattning om bildningsaristokrati (till exempel Om historien och dess förhållande till religionen, 1812), och hävdade att det vore ödesdigert om den oegennyttiga offentliga klassen med statens bestånd som uppdrag, skulle sammanblandas med näringsidkarnas givna ändamål som inte hade det allmänna i sinnet (även om de gynnade samhället).
Ett samhälle utan aristokrati var för Geijer otänkbart, frågan gällde i stället vad som kännetecknade aristokratin och hur den var organiserad i staten. För övrigt erkände han endast två stånd: statens tjänare (det offentliga ståndet) och det arbetande folket (de fria odalbönderna). Näringsidkarna ville han föra till den senare, och de bildade till den förra. Om ärftlig rätt sade Geijer att endast friheten är en rättighet, medan ärftligheten inte var en rättighet utan en nödvändighet. Det kan dock erinras att när August Strindberg skrev Svenska folket gjorde han det i öppen polemik mot Geijers historie- och samhällsuppfattning: Geijer räknade endast "konungens tjänare" till svenska folket, ansåg Strindberg, vilket var vad han avsåg att tillrättalägga med sitt verk genom att skildra historien från "det tysta livets små förhållanden".
Det nya i Geijers recension av Richert brukar tillskrivas inflytande från Friedrich Hegel, fastän Geijer själv menade att han inte tagit intryck av denne. Hegelska tankar är till exempel synen på staten som persona moralis, men han delade inte Hegels syn på statens framväxt eller dess överhöghet över individen. Till ett hegelianskt inflytande kan även sättas att Geijer från denna tid började se historien som en legitimitetsprincip för den naturliga ordningen, att det historiskt givna gick i god för hur framtiden borde vara. Detta är nytt från 1822. Innan dess hade Geijer varit anhängare av den historiska skolan som utgick från von Savigny och Burke, och visserligen hävdat kontinuitetens princip, men inte placerat historien som garant för det rätta.
Genom brevväxling mellan Esaias Tegnér och Carl Gustaf von Brinkman finns besked att Geijer mellan 1824 och 1825 tillsammans med Hans Järta och Nils Fredrik Biberg betraktades som den historiska skolans första företrädare i landet. Vissa antiliberaler som kanske kan betraktas som konservativa, som von Brinkman, tog direkt och i skarpa ordalag avstånd från denna åskådning. Det blev dock detta triumvirat som, åtminstone sedan Gunnar Heckscher, kommit att uppfattas som fäderna till den svenska idékonservatismen, vilken hävdade att människan i första hand var en samhällsvarelse, att människans frihet endast kunde erhållas inom detta kollektiv, och att kollektivet är varje studiums första enhet. Huruvida etiketten "den historiska skolan" är tillämplig, och vad det rätteligen skall sägas betyda, har allt sedan 1820-talet varit en tvistefråga. Till Geijers arvtagare från denna period hör framför allt Harald Hjärne.

### Avfallet och den liberala tiden
| ”                                              | Mitt avfall är ifrån den Historiska skolan – emedan jag blivit allt mer övertygad, att historien ej kan ge, men väl modifiera principen för handling, och att denna tvärtom måste vara varje tidevarvs egen insats. | „ |
| – Ur brev till Hans Järta den 24 februari 1838 | |   |

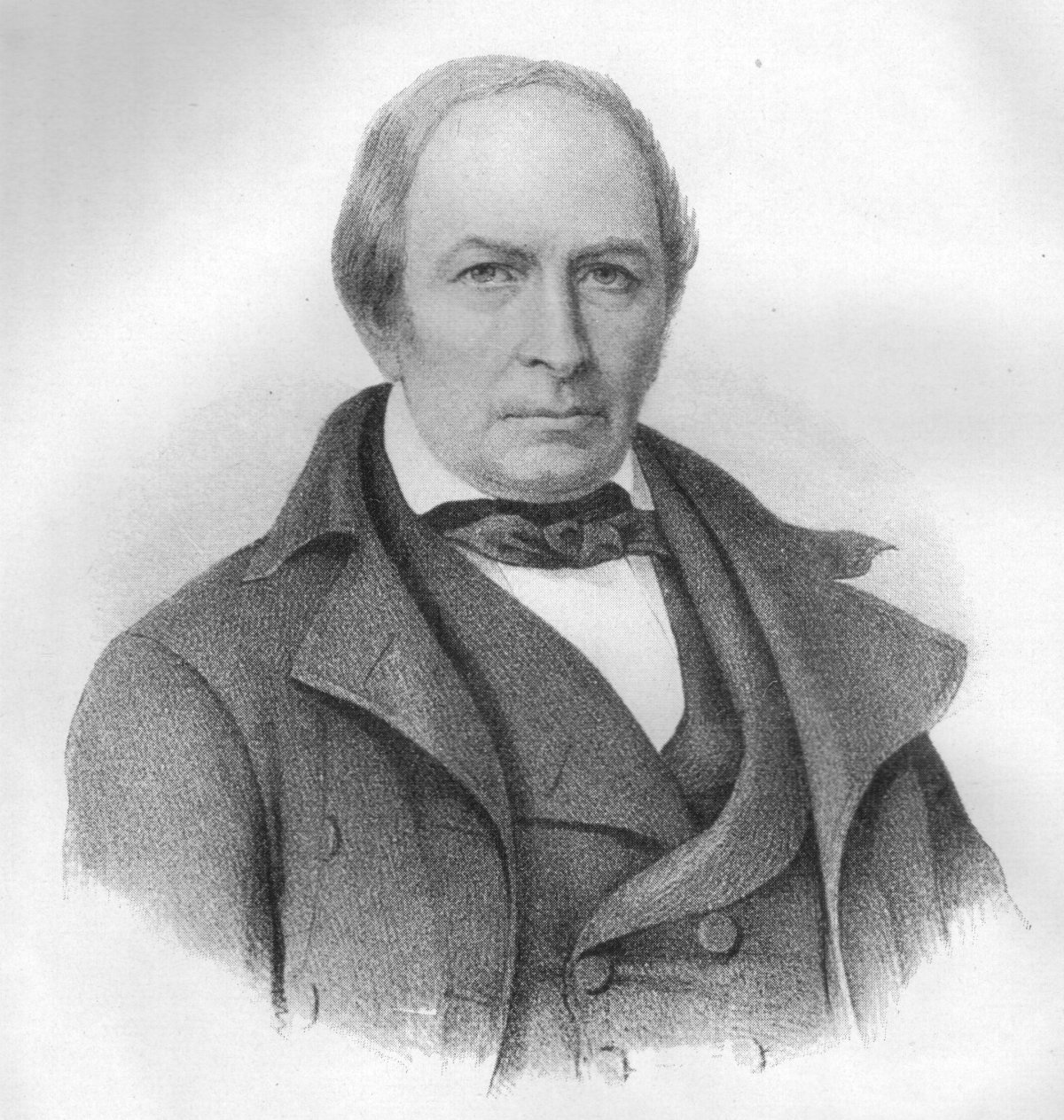
Erik Gustaf Geijer på ett litografi från 1840-talet.

Geijers "avfall" föregreps av ett intresse för medelklassen, vilket framför allt präglar en recension av Hughes Felicité Robert de Lamennais 1835. Intresset genljöd likaså hos Richert, och framförallt Lars Johan Hierta i dennes Aftonbladet, och härrörde från den politiska utvecklingen i Frankrike från och med franska revolutionen. "Avfallet" kan sägas bestå i att han inte längre trodde på den organiska samhällsordningen. Eftersom han snart tog avstånd från renodlad individualism och vad han såg som industrialismens konsekvenser, har hans egentliga liberala period ibland sagts vara endast en kort tid, och till den religionskritik som framfördes i utlandet av liberaler som Ludwig Feuerbach och David Strauss ställde han sig avvisande, vilkas påståenden han ansträngde sig till det yttersta för att bemöta. Likaså var han främmande till den sekularism som liberalismen ofta är förknippad med; tvärtom förfäktade han nödvändigheten av att samhället byggdes på kristen grund. Han löste det liberala dilemmat som Feuerbachs och Strauss kristendomskritik väckte, genom en nyorientering i sin egen religiositet som gick stärkt ut ur kampen.
I mer konkreta ordalag var det ståndssamhället Geijer avfärdade med sitt "avfall". Medelklassens (den kapitalistiska klassens) politiska betydelse var ett faktum, menade han, och hans liberalism innebar på intet vis att han upphörde vara rojalist: ståndsriksdagen uppfattade han som kungamaktens motsats. Friheten i medelklassens samhällsordning var vad som tilltalade honom, den utgjorde förbindelselänken med hans tidigare filosofi, men nu var det individens frihet som var hans fokus. Därmed gjorde han avkall på den feodala principen, och talade nästan uteslutande om den republikanska, som ju byggde på det personliga fördragets principer mellan folket och kungen (kallat "personlighetsprincipen").
Han hade tidigare kommit i beröring med den liberala nationalekonomin, Adam Smith och Jean Baptiste Say, och ägnade sig efter 1838 vidare åt att förkovra sig i dessas lärjungar. Huruvida avfallet berodde på att han med den klassiska nationalekonomin trodde sig kunna lösa fattigvårdsfrågan saknas full enighet om, men den blev åtminstone hans lösning på detta problem som han engagerade sig djupt i. Andra har sett hans religiösa utveckling som utlösande faktor, däribland Anders Fryxell.
Geijer gav sig som liberal in i frågan om representationsreformen. Genom att anknyta till personlighetsprincipen i sin teori om republikanismen, förordade han därför utökad rösträtt, yttrandefrihet, fri opinionsbildning, och annat liberalismen står för. Som riksdagsman förespråkade Geijer 1840 rösträtt till vuxna män som äger ett visst minimum av kunskaper; kvinnor ansåg han inte skulle ha rösträtt då, menade han, kvinnans uppgift att fostra det växande släktet skulle ta skada av att ägna sig åt politik. 1844 tog han emellertid tillbaka detta, och innefattade även mödrar, präster och lärare i en allmän rösträtt som skulle införas stegvis.

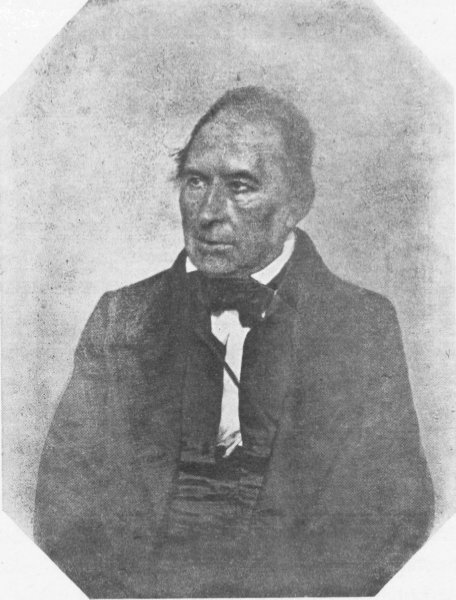
Erik Gustaf Geijer – Daguerrotyp från 1840-talet, Nationalmuseum

Dock erkände han inte den naturrättsliga idén om medfödda mänskliga rättigheter, utan tog dem som historiskt förvärvade, som utslag av makt, och till sin natur ömsesidiga. På naturrättslig grund proklamerade han emellertid att statsstyrelsen var ursprungligt given, och därmed likadant med den aristokrati att biträda regeringen, men denna aristokrati var inte nödvändigtvis detsamma som Sveriges ridderskap och adel utan syftar snarast på samhällets elit, oavsett vilka som har den rollen. Gunnar Rexius är en av flera som har ifrågasatt riktigheten i att Geijers samhällssyn betecknas som parlamentarisk, demokratisk, eller med något annat modernt politiskt begrepp.
Sven Stolpe vill modifiera synen på Geijers "avfall": Geijer, menar Stolpe, kände i själva verket ångest inför den nya kapitalistiska samhällsklassen (medelklassen). Stolpe tolkar vad Geijer skriver i Vår tids inre samhällsförhållanden (utgivet 1844), när han skriver "ett oinskränktare egendomens välde än världen hittills sett" och "de materiella intressenas herravälde", som att Geijer skrämdes av den fria konkurrensen. Det bör tilläggas att Geijer själv förordade fri konkurrens, men endast så långt som den inte inskränkte på någon annans rätt eller ändamål. Denna fria konkurrens sade Geijer vara den grund samhället borde bygga på, det samhälle som skulle efterträda det feodala. Omkring 1844 avtar samtidigt Geijers förkärlek för medelklassen.
Att han under 1830-talet intresserade sig för den utopiska socialismen, har också ofta analyserats med olika svar på orsaken. Stolpe betraktar hela "avfallet" som att det utmynnar i en uppfattning som Stolpe menar föregriper marxismen (han är en av flera som föreslår att Karl Marx grundade sin historiska materialism på Geijers teorier), men enligt en mer utbredd uppfattning övergår vad Geijer själv uppfattade som liberalism, i en kristet färgad socialliberalism, och genomgående är hans liberalism snarare ett allmänt frisinnat förhållningssätt än en gemenskap med några specifika liberala tänkare. I vissa frågor, som önskan att skriva de fattigas historia, samt synen på mänsklighetens progressivitet och att industrialismen skapat motsättningar mellan arbetare och kapital, låg han dock nära socialismen.
Under mitten av 1840-talet återgick Geijer i sina skrifter till nationalitetsbegreppet och religionens betydelse. Nationaliteten definierade han nu som mer än bara tradition – den var sammanhanget mellan individen och staten, och folkets inträde i statsenheten. Den hade uppstått med Napoleon I och Napoleonkrigen, ansåg han: "Folken begynna överallt känna sig såsom nationer, mer än förr. /.../ Folken begynna känna sina inre angelägenheter såsom sina egna, och vilja däri ha en röst." I samma veva blev den germanska nationalismen den gällande riktningen vid tyska universitet, vilket spred sina svallvågor så småningom till Skandinavien; i synnerhet lades kraft vid språkforskningen och den germanska rätten. Att detta över huvud taget nådde svenska universitet hann dock inte Geijer uppleva innan han avled, än mindre fick ha se i vilken omfattning det gjorde det.

## Geijers kunskapsteori och vetenskapsbegrepp
| ”                                   | … den som ej har lärt mer än att ha ett hjärta, som älskar människorna, tror du ej hans vetenskap är mer värd än den, som hämtas ur alla föreläsningar och böcker? Nej, hjärtat är den rätta, enda grunden för all vetenskap. | „ |
| – Ur brev till systern Jeanne Marie | |   |

Geijer ägnade sig åt frågor om kunskapens väsen och undervisningens syfte från sin ungdom, ingick senare i uppfostringskommittén, och sysslade med frågan som riksdagsman. I ett tal 1806 fastslog han att för att erhålla vetenskaplig kunskap, måste man utgå från en teori. Att förena utövning med kunskap menade han, som romantiker, vara en konst, som krävde "snille". Denna konst styckade den av naturen hela människan, genom att upprätta skiljelinjer och gränser. Han härledde det av naturen hela till paradiset, och krävde av vetenskapen att den som ersättning måste erbjuda något bättre än detta. Senare, i Om falsk och sann upplysning, definierade han "teori" som ett sammanhängande system av begrepp och eviga regler. Sådan vetenskaplig kunskap skilde sig emellertid från det sunda förnuftet genom att vara abstrakt, grundad på intellekt eller intuition, med självmedvetande och bildning som mål: "Ett jag", skrev han i Om historien, "är ej annat än medvetande av sig själv". Före vetenskapen och syndafallet fanns en omedelbar enhet mellan subjekt och objekt, och brytningen inträffade när subjektet blev ett jag. Därför såg han vetenskapens början som teori, ett system av begrepp, och inte som inledd av induktion, något som i stället upplysningens empirister menade. För att förklara det enskilda, krävdes att det sattes i ljuset av det allmänna; omvänt kunde ingen vetenskaplig kunskap äga rum. Om vetenskapen skulle kunna gälla, krävdes att verkligheten var regelbunden och uppbyggd av eviga lagar, och genom att finna dessa var det vetenskapsmannens uppgift att återbörda förhållandet av enhet mellan objekt och subjekt.
Därur härledde han sin politiska uppfattning om hur utbildningsväsendet borde utformas. Bara den offentliga klassen som skulle tjäna staten var i behov av den vetenskapliga kunskapen, i den mån studenterna av naturgåvor eller erfarenhet kunde erhålla den, och universitetet eller annan statlig utbildningsinstans skulle därför endast inrikta sig på sådan yrkesutbildning som den offentliga klassen behövde. Detta har som regel uppfattats som akademisk snobbism hos Geijer, men Sven Stolpe lyfter fram passager ur Om falsk och sann upplysning där en föraktfull Geijer gör ett hätskt utspel över "den ytliga lärdom" som rationalisterna ville "påtruga bonden", vilket i stället visar på en romantisk hängivenhet inför det oförstörda, ursprungliga och oförfalskade. Efter "avfallet" ändrade Geijer ståndpunkt om undervisning: undervisning skulle ske för det allmänna, detta var ännu hans ståndpunkt, men han förklarade att näringsidkare i tilltagande grad hade en allmänanda. 1839 utsträckte han detta till bönderna och arbetarna. Dessa behövde fostras till samhällsanda, och till detta krävdes undervisning. Han stödde därför som riksdagsman 1841 inrättandet av folkskolan i landet.

## Personlighetsprincipen och Geijers religiösa tänkande
| ”                 | Historien är varken ett uttryck av en mekanisk nödvändighet, ej heller av den enskilda frihetens avsikter; i bägge fallen vore den slutligen helt och hållet tillfällig och helt utan realitet /…/ Försynen är i den det egentliga väsendet, och hela historien blott en fortsatt uppenbarelse av Gud. | „ |
| – Ur Om historien | |   |

Fem av 1800-talets mest berömda svenskar. Från vänster: Johan Olof Wallin (ärkebiskop), Frans Michael Franzén (biskop), Jöns Jakob Berzelius (kemist), Erik Gustaf Geijer samt Esaias Tegnér (biskop). Olja på duk av Johan Gustaf Sandberg, ca 1843. Nationalmuseum.

Med stigande ålder blev Geijer allt mera religiös, och därför blev teologi ett ämne han vävde in i sin filosofi. I detta hänseende är hans sista verk, Också ett ord över tidens religiösa fråga ett av de centrala verken. Hans åskådning efter avfallet har jämförts med Nikolaj Frederik Severin Grundtvigs och Sören Kierkegaards.
På ett samhällsvetenskapligt plan, ledde hans religiositet honom till att erkänna demokratin i samband med "avfallet", men "avfallet" kan även skönjas i kritiken mot Atterboms romantik, att han värjer sig mot panteismen. Det senare berodde på att panteismen tycktes honom oförenlig med hans personlighetsprincip, genom att den gjorde anspråk på en "allenhet"; en teori om en "allenhet" innebar för Geijer att individen var ofri och den var oförenlig med det personliga, som Geijer satte främst. Personlighetsprincipen betecknade han som vad kristendomen hade tillfört historien, varför den var ovedersäglig. Med personlighetsprincipen kunde han frigöra sig från Schelling, i det att Geijer vägrade se skapelsen som en maskin med Gud som verkmästare. Gud hade skapat människan självständig och personlig, till hans egen avbild.
I teologiskt hänseende blev personlighetsteorins följd, att människan i sitt samvete stod i en personlig förbindelse med Gud. Det var detta förhållande som gav människan hennes odödliga själ, vilket han uttryckte som att människan var av gudomlig börd. Det högsta goda en människa var förmögen var därför att älska Gud, vilket i förlängningen innebar att älska sin nästa. Det lägsta onda var att tolka personlighetsprincipen negativt, genom att förneka individernas ömsesidiga relation till varandra i en självkärlek eller isolering. Synden var för Geijer endast en tillfällig svaghet hos den i grunden goda människan, och inte utslag av en i sig ond kraft; bevingade är hans ord "sorg är synd, ty existensens innersta väsen är salighet". Medvetandet om synden var primär för frälsningen; självmedvetandet var ett resultat av vetenskaplig kunskap om Bibeln, och tron villkorlig. Om vetandet brukades till självrättfärdighet, hade frälsningsläran missförståtts. Geijer sammanfattade sin tro i ett brev till Frances von Koch som att han var "kristen på egen hand", "varken kyrkokristen eller bibelkristen, ehuru så mycket av en kristen, att jag kan finna uppbyggelse både i kyrka och bibel". Med personlighetsprincipen avses därmed att det råder en harmoni mellan individens frihet och gemenskapen med nästan. I detta avseende ändrade inte Geijer sin hållning före och efter "avfallet".
För att historien skulle vara möjlig, krävdes att den var regelbunden, följde ett givet mönster eller en plan. Därmed kom Geijers religiositet att överföras i historievetenskapen, genom att se Guds plan i historien; Geijer var den första någonsin, åtminstone i Sverige, att lägga fram ett sådant påstående. Historiens väsen var religiös, sade Geijer, och bara för den religiösa fanns historien.

## Betydelse
I sitt minnestal vid universitetet över Erik Gustaf Geijer, berättade hans student Bernhard Elis Malmström 1848 att "hela fäderneslandet blev hans lärjunge".
Han betraktas allmänt som en av de mest betydelsefulla skaparna av den svenska nationalismen och, kanske i ännu högre grad, uppfattningen om vad det svenska är. Eftersom hans nationalitetsbegrepp ändrades mellan den götiska tiden och tiden efter "avfallet", är detta arv komplext. Förhållningssättet till Geijers medverkan i detta är också mångskiftande. Å ena sidan finns de, som Maja Hagerman (Det rena landet), som kritiskt ser en obruten utvecklingslinje från Geijers göticism till Rasbiologiska institutet i Uppsala. Till denna grupp kanske även Fredrik Böök kan föras, som ett flertal gånger före och under andra världskriget anförde både Geijer och Esaias Tegnér för att övertyga om Adolf Hitlers historiska rätt. (Bland annat Sven Stolpe har bestämt tillbakavisat att Bööks anakronistiska tolkning av den kristna och humanistiska Geijer skulle vara alldeles adekvat.) Å andra finns de som uppfattar Geijers bidrag till nationalismen odelat positivt, dels hans kulturella arv, dels att hans nationalism inverkade på att allmän rösträtt infördes. Patrik Hall sätter i sin Den svenskaste historien. Nationalism i Sverige under sex sekler (2002) Geijer som en av huvudpersonerna i det idéarv som utmynnade i den så kallade "integrativa nationalismen", som folkhemmet är ett exempel på.
Filosofilexikonet betecknar Geijer som en av Sveriges främsta historiker och en av de mest betydande filosoferna. Bland hans anhängare i Sverige finns John Cullberg och John Landquist. Han föregrep fenomenologin, existensfilosofin och personalismen. Många av hans anhängare inom filosofi och teologi sammanförde hans teorier med Henri Bergsons, så Cullberg och Landquist, men även Nathan Söderblom, som inspirerades av dessa båda till sin tes att Gudsuppenbarelsen fortsätter i naturen, historiens sammanhang och mål och den personliga pånyttfödelsen. Den tyska, Schellinginspirerade idealistiska filosofin och romantikens filosofi i Sverige, är Geijer en av de ledande företrädarna för. Under romantiken var universitetet det centrum från vilket kulturen spred sig, varigenom Geijer utövade kanske ett omätbart inflytande på den allmänna meningen, en position som visserligen minskade efter att romantiken var utagerad, men hans auktoritet inom sina fält var påtaglig under resten av hans liv. Den folklivsforskning han i hög grad personligen initierade i Götiska förbundet och med insamlingen av folkvisor, upptogs och vidareutvecklades av Artur Hazelius med flera. Geijers uppfattning om universitetets roll i uppfostringskommittén av 1828 blev så småningom den gällande genom universitetsstatuterna av 1916, där det bestämdes att universitetet skulle syssla med vetenskaplig forskning och utbildning, varigenom tillämpad, yrkesbetonad, undervisning inom näringarna föll utanför universitetets område.
Geijer har också satt spår i svenska språket. Han är tillsammans med översättarna av Gustav Vasas bibel och Johan Ludvig Runeberg en av dem som levererat flest bevingade ord och talesätt, såsom "en händelse som ser ut som en tanke", "vad stort sker det sker tyst" och "räds varken fan eller trollen".
Allt sedan Per Meurling utkom med Geijer och Marxismen 1947 har det funnits många som menat att Karl Marx influerats till sin historiska materialism och socialism av Geijer, däribland Sven Stolpe och Ransätersonen Tage Erlander, vilken i femtioårsåldern återupptäckte Geijer och kallade honom "genial". Edvard Rodhe hävdar i stället att Marx kommer till en annan, motsatt åsikt än Geijer. Gunhild Kyle har framhållit Geijers betydelse för kvinnans röst- och medborgarrätt, och tagit fasta på hans liberalism. Fredrika Bremer var kanske hans viktigaste arvinge i fråga om att placera kvinno- och familjesynen i ett vidare, historiskt och samhälleligt, sammanhang, men även Ellen Key räknas till dem. Geijers betydelse för den svenska idékonservatismens uppkomst står visserligen i skuggan av Hans Järtas, Nils Fredrik Bibergs och den senares lärjunge Christopher Jakob Boströms, men tillskrivs stor vikt av till exempel Gunnar Heckscher; i detta hänseende har Harald Hjärne varit den som fortsatt Geijers tradition i den historiska skolan, Boström upptagit hans personlighetsteori, och hans efterträdare som professor F.F. Carlson vidareutvecklat Geijers tankar på flera sätt. Det är också framför allt som konservativ han har blivit ihågkommen.

### Samlade skrifter 1923-1931
- Samlade skrifter (Ny ökad upplaga ordnad i tidsföljd genomsedd av John Landquist). Stockholm: Norstedt. 1923-1931. Libris 8207134
  -  Del 1, Essayer och avhandlingar 1803-1817. 1923. Libris 444711. https://litteraturbanken.se/f%C3%B6rfattare/GeijerEG/titlar/SamladeSkrifter1/sida/5/faksimil/?om-boken
  -  Del 2, Skaldestycken ; Tal och avhandlingar 1817-1819. 1924. Libris 444712. https://litteraturbanken.se/f%C3%B6rfattare/GeijerEG/titlar/SamladeSkrifter2/sida/5/faksimil/?om-boken
  -  Del 3, Tal och avhandlingar 1819-1830. 1925. Libris 444713. https://litteraturbanken.se/f%C3%B6rfattare/GeijerEG/titlar/SamladeSkrifter3/sida/5/faksimil/?om-boken
  -  Del 4, Svea rikes hävder ; Svenska folkets historia. I : Forntiden och katolska tiden. 1926. Libris 444714. https://litteraturbanken.se/f%C3%B6rfattare/GeijerEG/titlar/SamladeSkrifter4/sida/5/faksimil/?om-boken
  -  Del 5, Svenska folkets historia. II : Gustav Vasa-Karl IX. III,I : Gustav II Adolf. 1926. Libris 444715. https://litteraturbanken.se/f%C3%B6rfattare/GeijerEG/titlar/SamladeSkrifter5/sida/5/faksimil/?om-boken
  -  Del 6, Svenska folkets historia. III, 2 : Kristina  : Teckning av frihetstiden. 1927. Libris 444716. https://litteraturbanken.se/f%C3%B6rfattare/GeijerEG/titlar/SamladeSkrifter6/sida/5/faksimil/?om-boken
  -  Del 7, Tal, avhandlingar och kritiker 1832-1837 ; Minnen. 1928. Libris 444723. https://litteraturbanken.se/f%C3%B6rfattare/GeijerEG/titlar/SamladeSkrifter7/sida/5/faksimil/?om-boken
  -  Del 8, Den blå boken ; Litteraturbladet 1838-1839. 1928. Libris 444717. https://litteraturbanken.se/f%C3%B6rfattare/GeijerEG/titlar/SamladeSkrifter8/sida/5/faksimil/?om-boken
  -  Del 9, Bihang, till litteraturbladet : Representationsfrågan ; Tal och artiklar 1840-1844 ; Om vår tids inre samhällsförhållanden. 1929. Libris 444718. https://litteraturbanken.se/f%C3%B6rfattare/GeijerEG/titlar/SamladeSkrifter9/sida/5/faksimil/?om-boken
  -  Del 10, Människans historia ; Akademiska program ; Ur de blå böckerna : efterskörd. 1929. Libris 444719. https://litteraturbanken.se/f%C3%B6rfattare/GeijerEG/titlar/SamladeSkrifter10/sida/5/faksimil/?om-boken
  -  Del 11, Den nyeuropeiska odlingens huvudskiften ; Tal och avhandlingar 1845-1847 ; Yttranden i Uppsala universitets filosofiska fakultet och dess konsistorium. 1930. Libris 444720. https://litteraturbanken.se/f%C3%B6rfattare/GeijerEG/titlar/SamladeSkrifter11/sida/5/faksimil/?om-boken
  -  Del 12, Geijers brev till hans hustru 1808-1846. 1923. Libris 444721. https://litteraturbanken.se/f%C3%B6rfattare/GeijerEG/titlar/SamladeSkrifter12/sida/5/faksimil/?om-boken
  -  Del 13, Brev. 1931. Libris 444722. https://litteraturbanken.se/f%C3%B6rfattare/GeijerEG/titlar/SamladeSkrifter134/sida/5/faksimil/?om-boken

### Psalmer
- Den svenska psalmboken 1819
  - 72 På krubbans strå man lade dig, 1812
  - 89 Du bar ditt kors, o Jesu mild, 1819
  - 105 Du segern oss förkunnar, 1812 (Herren Lever 1977 nr 874)
  - 132 O du Helge Ande, kom till oss in, bearbetning av äldre svensk text 1819.
  - 281 Ej guld och rikedom jag har, 1812
  - 321 Hur härlig, Gud, din sol uppgår, 1812
  - 345 Så snart for då min fröjd sin kos, 1812
  - 400 I nåd du, Herre, på oss tänkt, 1812

- Jag vet en hälsning mera kär (1937 nr 483) skriven och komponerad 1837

### Övrig diktning
- Bergsmannen
- Bilden
- Kolargossen
- Natthimmelen (text), som är särskilt berömd för dess avslutade rader
- Odalbonden
- På nyårsdagen 1838
- Shakespeare. (Dikten Shakespeare finns på Wikisource)
- Tonerna
- Uppvaknandet
- Viken, tidens flyktiga minnen
- Vikingen

## Musikaliska verk

### Kammarmusik
- Violinsonat g-moll, 1819
- Violinsonat d-moll, ca 1830
- Violinsonat F-dur, ca 1830
- Violinsonat "Sonatina" Ass-dur, ca 1840-talet
- Violinsonat för cello och piano a-moll, 1828, omarbetad som Sonatina 1838.
- Pianotrio Ass-dur, 1827
- Pianotrio Ass-dur, 1816.
- Pianokvartett e-moll, 1825, tryckt i bearbetad form 1865
- Pianokvintett f-moll, 1823
- Stråkkvartett F-dur 1847 (endast sats 1 är fullbordad)
- Stråkkvartett B-dur 1822
- Stråkkvartetter g-moll, 1822 (finalen bevarad endast i Violin I).

### Pianoverk
- Pianosonat g-moll, 1810 (Två sonater i B-dur o f-moll anges som förkomna.)
- Fantasi f-moll, 1810
- Divertimento nr 1 F-dur, publicerad 1824.
- Divertimento nr 2 a-moll, publicerad 1832.
- Midnattsfantasi, 1833
- Scherzo, 1838
- Aftonstunder vid piano-forte, (5 stycken 1836) publicerad 1840
- Dubbelsonat Ess-dur för fyrhändigt piano, 1819
- Dubbelsonat f-moll för fyrhändigt piano, tryckt 1820.
- Två Sånger utan ord, 1844−45, publicerad 1846.

### Sångsamlingar
(till egen text om ej annat anges)
- Sångstycken med ackompagnement för Piano-forte (1834)
  - Söderländskan i Norden
  - I en ung flickas album
  - Blomplockerskan
  - Bilden
  - Tonerna
  - De små (duett)
  - Höstvisa (duett)
  - Soldatflickorna (duett)
- Nya sånger med ackompanjement för piano-forte (1836)
  - Vårsång (trio)
  - Den första sommarfläkten (trio)
  - I dansen (duett)
  - På sjön (fyrstämmig kör a cappella)
  - Avsked med eko (fyrstämmig kör a cappella)
  - Aftonkänsla (fyrstämmig kör a cappella)
  - Skärsliparegossen
  - Reseda
  - Ur dansen
- Nyare sånger till forte-piano (1837)
  - Barndomsminnen
  - Min hustrus visa
  - Gräl och allt väl
  - Min musik
  - Vallflickans aftonvisa
  - Första aftonen i det nya hemmet ("Jag vet en hälsning mera kär")
  - Husarbrudarna (duett)
  - Marsch ("För Gud och sanning") (manskör)
- Gammalt och nytt. Sånger för forte-piano. (1838)
  - Spinnerskorna (duett)
  - På nyårsdagen 1838
  - Den lilla kolargossen
  - Riddar Toggenborg
  - Anderöst (Per Daniel Amadeus Atterbom)
  - Ur Lidners Medea (I) (Bengt Lidner)
  - Ur Lidners Medea (II) (Bengt Lidner)
  - Den slumrande lilla flickan (Carl Wilhelm Böttiger)
- Sånger till forte-piano. 5:e häftet. (1839)
  - Vår och saknad (duett)
  - Kom! Farväl! (duett)
  - Anna (duett)
  - Den femtiosjätte födelsedagen
  - Kommer ej våren
  - Salongen och skogen
  - Sångerskan
  - Flicktankar
  - Gondolieren
- Sånger till forte-piano. 6:e häftet. (1840)
  - Aftonklockan
  - Natthimmelen
  - Höstsädet
  - Min politik
  - Tal och tystnad
  - På vattnet
  - Studentsång ("Fädernesland, vars härliga minnen") (manskör)
  - Aftonbetraktelse (blandad kör) (Carl Wilhelm Böttiger)
- Sånger till forte-piano. 7:e häftet. (1841)
  - Flickorna (duett)
  - På dagen av mitt silverbröllop (duett)
  - Afton på sjön (duett)
  - På en väns födelsedag (duett)
  - På en resa i hembygden
  - Vallgossens visa
  - Juldagen 1840
  - Vad jag älskar
  - Stjärnglansen
- Sånger till forte-piano. 8:e häftet. (1842)
  - Det fordna hemmet
  - Mod och försakelse (skriven 1839 för Jenny Lind)
  - Till min dotter
  - Sparvens visa
  - Vid en väns tillfrisknande
  - Den sörjandes morgon
  - Avskedet
  - Han
  - Det sextionde året (duett)
  - Aftonen (trio)
  - Solens nedgång i havet (blandad kör)
- Sånger till forte-piano. 9:e häftet. (1846)
  - Den enfaldiga visan
  - Arbetarens visa
  - Skridskovisa
  - Den nalkande stormen
  - Två sånger utan ord (för piano)

### Övriga sånger, duetter, m.m.
- Musik för sång och för fortepiano (tillsammans med Adolf Fredrik Lindblad (1824)
  - Thekla. Eine Geisterstimme. (Friedrich von Schiller)
  - Till en liten flicka med en guldkjed (textförfattare möjligen Geijer)
  - Svanhvits sång (Per Daniel Amadeus Atterbom)
  - Nya märkvärdigheter (fritt efter Friedrich von Schiller) (manskör)
  - Nähe des Geliebten (Johann Wolfgang von Goethe)
- Aftonstunder vid piano-forte tillegnade min dotter (1840)
  - Tillegnan
- Bragurmannen (sånger av Geijer, Adolf Fredrik Lindblad och Johan Erik Nordblom) (1845)
  - Tålamod
  - Harmoniens makt (duett)
- Övriga sånger
  - Vikingen
  - Odalbonden
  - Den siste skalden
  - Aftonbön på Ransberg
  - Majbetraktelser
  - Emma (Johan Olof Wallin)
  - Förgät mig ej (Geijers troligen sista sång från 1846, tryckt i Nordstjernan 1847)
  - Skaldens farväl
  - Mignon
- Övriga duetter
  - Berg och dal
  - Slädfarten
  - Vid en väns tillfrisknande (duett-version)
  - Kärleken på resan genom lifvet
- Övriga tersetter
  - Mor och dotter
  - Natt-tankar (1841)
  - Afskedssång (1846)
  - Schneiderschreck (Johann Wolfgang von Goethe)

## Körverk
- Serenad (Atterbom), 1830-tal.
- Slåttern, 1835.
- Minne och hopp, 1839.
- Varning, hopp och bön, 1839.

### Blandad kör a cappella
- På sjön, Afsked med eko och Aftonkänsla, 1835.
- Aftonbetraktelse (Böttiger) 1830-tal.
- Solens nedgång i hafvet, publ. 1842.
- Vänskap, 1846.

### Manskör a capella
- På morgonen af Oscarsdagen, 1821.
- Pilgrimen, 1823.
- Nya märkvärdigheter, 1824.
- Aftonbön, 1831.
- juktrösten, 1836.
- Marsch "För Gud och Sanning", 1837.
- Studentmarsch, 1830-tal.
- Till mina vänner, 1837.
- Studentsång, publ. 1840.
- Sjömanssång, 1844.
- Afskedssång, 1846.

### Trior
- Mor och dotter, SAT, 1835.
- Nyårsönskan, SSA, 1835.
- Vårsång, SAB, och Den första sommarfläkten, SSA, publ. 1836.
- Aftonen, SSA, publ. 1842.

### Duetter
- De små, SA, Soldatfickorna, SA, och Höstvisa, SB, publ. 1834.
- I dansen, SA, publ. 1836.
- Berg och dal, SA, 1836?
- Husarbrudarna, SA, publ. 1837.
- Slädfarten, SA, 1838.
- Spinnerskorna, SA, publ. 1838.
- Vår och saknad, SA, Kom, farväl, SA, och Anna, SA, publ. 1839.
- Flickorna, SA, På dagen af mitt silfverbröllop, SA, Afton på sjön, SA, och På en väns födelsedag, SA, publ. 1841.
- Det sextionde året, SA, publ. 1842.
- Uppbrottet, SA, 1846.
- Kärleken på resa genom lifvet, SA, 1840-tal.